# Chiquilistlán (kommun)
Chiquilistlán är en kommun i Mexiko.   Den ligger i delstaten Jalisco, i den centrala delen av landet, 500 km väster om huvudstaden Mexico City. Antalet invånare är 5 098. Arean är 432 kvadratkilometer.
Terrängen i Chiquilistlán är kuperad norrut, men söderut är den bergig.
Följande samhällen finns i Chiquilistlán:
- Chiquilistlán
- Agua Delgada
- El Ranchito